# أملج أجرد
أملج أجرد (الاسم العلمي:Phyllanthus glabrescens) هو نوع من النباتات يتبع جنس الأملج من الفصيلة الأملجية.